# Burg Rieshofen
Die Burg Rieshofen ist eine hochmittelalterliche Wasserburg am südlichen Ortsrand des Waltinger Gemeindeteiles Rieshofen im Landkreis Eichstätt in Oberbayern, von der sich als Ruine noch Mauerreste und der Bergfried erhalten haben. Die Burg liegt unmittelbar südlich von der Filialkirche St. Erhard in Rieshofen. Die Anlage ist unter der Aktennummer D-1-76-165-50 als Baudenkmal verzeichnet. Ebenso wird sie als Bodendenkmal unter der Aktennummer D-1-7033-0146 als „mittelalterlicher Wasserburgstall“ geführt.

## Geschichte

Wappen der Herren von Rieshofen

Die Herren von Rieshofen sind erstmals 1337 mit „Pertholt de Rodeshouven“ erwähnt. Die kleine Wasserburg entstand wohl ab 1290 als Sitz dieser Dienstmannenfamilie des Hochstifts Eichstätt und war bischöfliches Lehen. Östlich der Veste wurden die Reste einer älteren Vorgängeranlage ergraben, möglicherweise lag der ursprüngliche Ansitz im Bereich der Kirche St. Erhard.
Bereits 1310 musste die Witwe Elsbeth von Rieshofen aus wirtschaftlichen Gründen ihr Lehen an das Eichstätter Domkapitel verkaufen, obwohl ihre zwei Söhne noch am Leben waren. Die Familie blieb jedoch in Rieshofen wohnen und ist noch 1346 hier nachweisbar. Das Domkapitel setzte einen Pfleger auf die Burg, als solche sind 1346 der Ritter Ulrich von Morsbach und 1406/07 Burkhard Reichtershofer genannt.
Der zur Burg gehörende Meierhof wurde vom Domkapitel in eigener Regie betrieben, das heißt an eine Familie Kalteis vergeben, die noch im 16. Jahrhundert hier nachgewiesen werden kann (1544 Ursula Kalteis auf Rieshofen). Er wurde wahrscheinlich um 1480 mit dem zweiten Meierhof im Dorf vereinigt.
Die Burg selbst scheint entbehrlich geworden zu sein. Letztmals setzte man um 1484 die Brücke instand. Schon 1561 ist von einem „Burgstall“, also von einer Ruine, die Rede. 1602 war der Ministerialensitz bis auf Mauerreste und den Bergfried verschwunden.
Die Bezeichnung „Hungerturm“ für den Rieshofer Turm geht auf eine Begebenheit des Jahres 1689 zurück. Der Töginger Jude Joseph soll sich der Hehlerei an gestohlenem silbernen Messgerät schuldig gemacht haben und wurde dafür vom Eichstätter Halsgericht zum Tode verurteilt. Zur Vollstreckung warf man den angeblichen Hehler in den Turm und ließ ihn dort qualvoll verhungern.
Die 1861 angebrachte „Gedenktafel“ weist den Turm irrig als römisches Bauwerk aus. Auch in Literatur aus dem 19. Jahrhundert wird der Turm fälschlicherweise für ein römisches Bauwerk gehalten.
1985/86 wurden Sicherungsmaßnahmen und Ausgrabungen im Burggelände durchgeführt und ein Teil des Burggrabens wiederhergestellt.

## Beschreibung

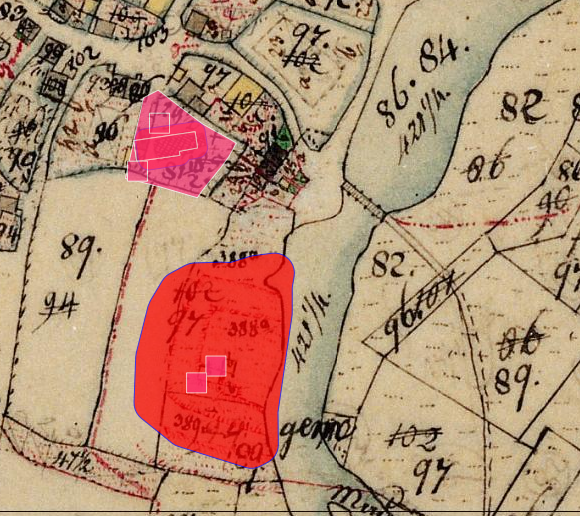
Lageplan von Burg Rieshofen auf dem Urkataster von Bayern

Die rechteckige Kernburg wird von den Resten eines von der Altmühl gespeisten Wassergrabens umgeben. Das eigentliche Burgareal misst etwa 26 mal 32 Meter, die Kernburg nur rund 12 mal 14 Meter.
Im Südosten ragt der seit 1985 durch eine niedrige Dachpyramide abgeschlossene, ungefähr 18 Meter hohe Bergfried auf. Sein Grundriss ist quadratisch, die Seiten sind etwa sieben Meter lang. Er hat im Untergeschoss, das als Verlies diente, 1,60 Meter dicke Wände. Insgesamt liegen über einem Sockel aus Kalksteinquadern drei Geschosse aus Bruchstein-Mauerwerk, die im Innern durch hölzerne Zwischenböden getrennt waren. Einige schmale Lichtschlitze lassen spärliches Tageslicht ins Innere. Der obligatorische Hocheingang in das Wohngeschoss liegt auf der Westseite, sein Abschluss ist heute ausgebrochen; seit langem gewährt auch ein Mauerausbruch an der Turmsohle Einlass. Vom Wohngeschoss aus gelangte man über eine kleine Treppe ins Wehrgeschoss; dieses oberste Stockwerk wird von einem Tonnengewölbe überspannt, das bedeutet, dass der Turm ursprünglich nicht viel höher gewesen sein dürfte.
Der kleine Palas stand westlich des Bergfrieds frei in der Mitte eines einfachen Berings, der durch keine Turmbauten bewehrt war. Die Fundamente der Ringmauer und des Palas wurden 1985/86 freigelegt, konserviert und teilweise aufgemauert. Gleichzeitig wurde der Wassergraben wieder eingetieft und an der ursprünglichen Stelle eine zwischenzeitlich neu aufgeführte hölzerne Brücke errichtet.
Die Gesamtanlage vermittelt anschaulich das Bild einer kleinen, hochmittelalterlichen Ministerialenburg im Umkreis eines größeren Herrschaftszentrums.
Die neben dem Turm stehende Eiche ist als eines der Naturdenkmäler im Landkreis Eichstätt unter Schutz gestellt. Die Ruine ist jederzeit frei zugänglich und dient Altmühl-Kanufahrern als Rastplatz.

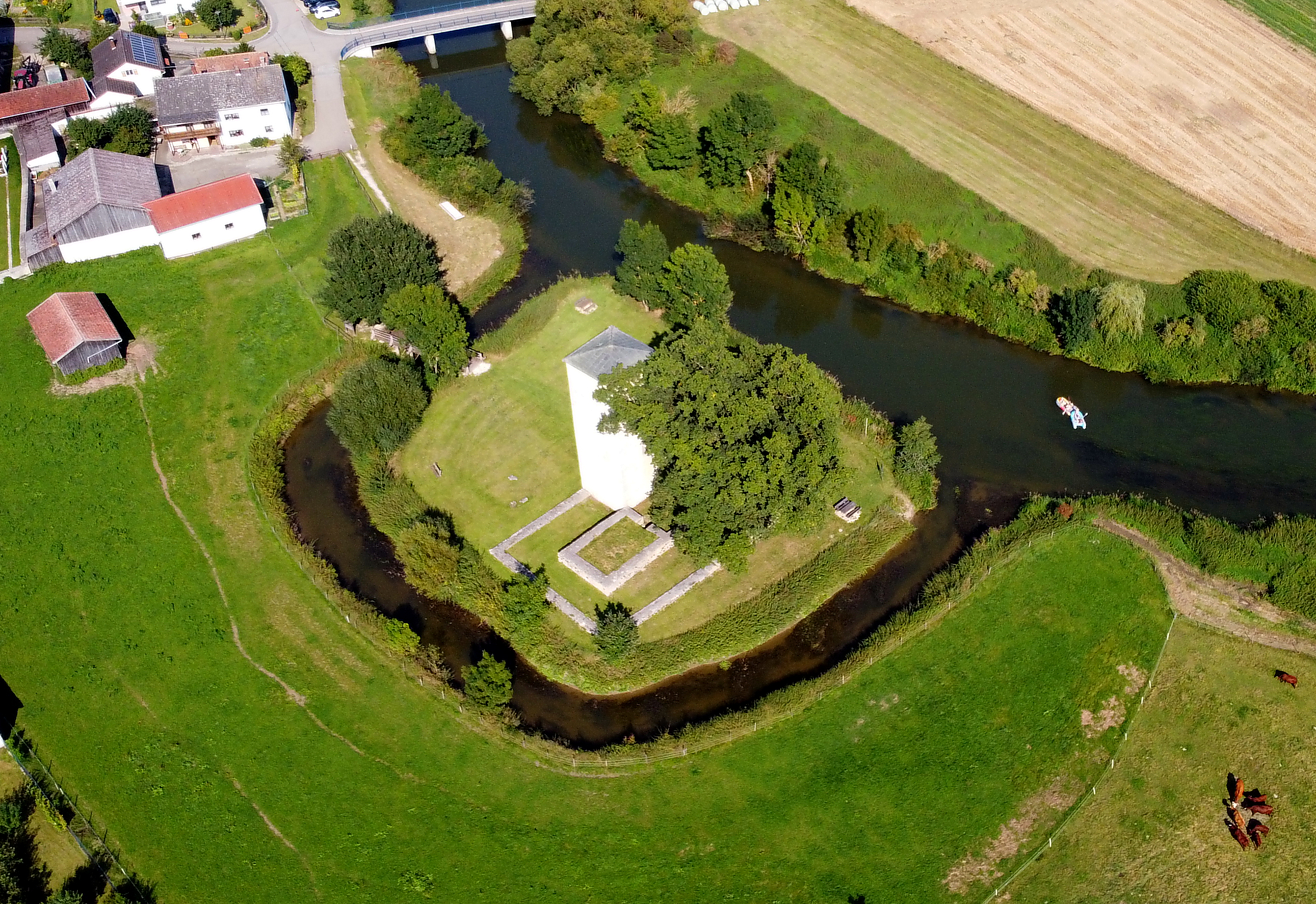
Luftbild der Burgruine Rieshofen
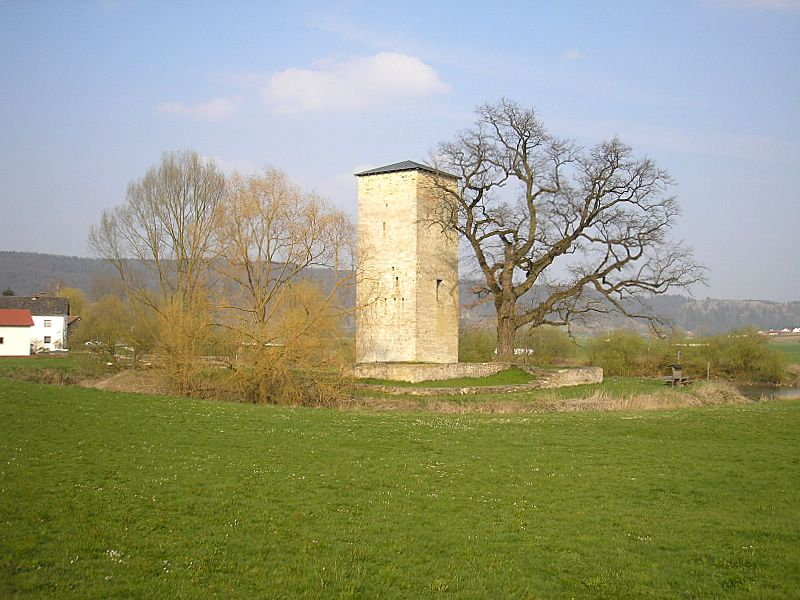
Die Burg von Westen
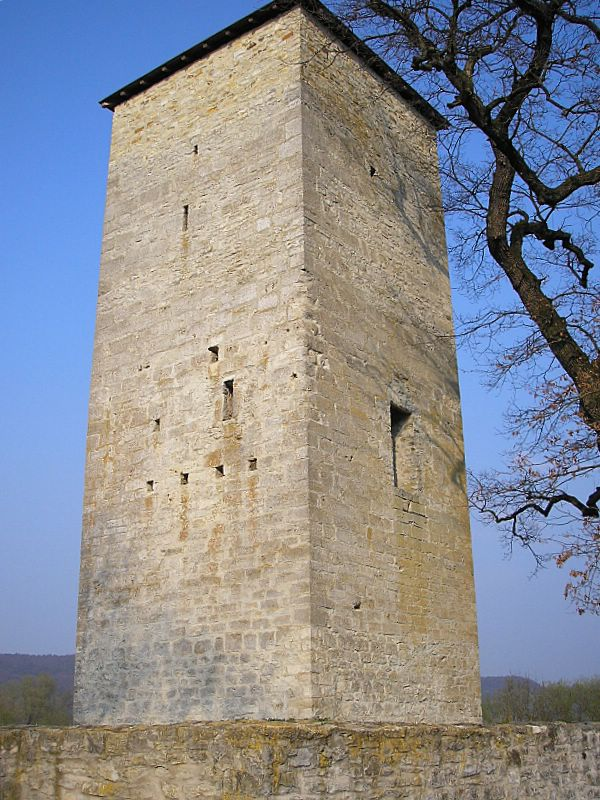
Der Bergfried mit dem Hocheingang (rechts)